# Гупи
Гупи или гупика (лат. Poecilia reticulata), слатководна је тропска риба из породице живоротки (Poeciliidae). Једна је од најпопуларнијих акваријумских риба и омиљена међу акваристима почетницима, због лаког одржавања и размножавања. Као и скоро сви амерички чланови породице, гупи се размножава тако што рађа живе младунце, који се легу из јаја која је женка чувала у свом телу. Гупи, чији је природни распон североисток Јужне Америке, уведена је у многа станишта и данас се може наћи широм света. Веома је прилагодљива и успева у многим различитим животним окружењима и еколошким условима. Мужјаци гупија, који су мањи од женки, имају живописна репна и леђна пераја. Дивљи гупији се обично хране различитим изворима хране, укључујући бентосне алге и ларве водених инсеката. Гупији се користе као моделни организам у областима екологије, еволуције и у студијама понашања.

## Таксономија
Вилхелм Петерс је први описао гупику у Венецуели под научним именом Poecilia reticulata 1859. године. Врсту је исто тако описао де Филипи као Lebistes poecilioides на Барбадосу 1861. године. Алберт Гинтер је именовао ову врсту као Girardinus guppii у част Роберта Џона Лечмера Гупија, који је послао примерке врсте са Тринидада у Природњачки музеј у Лондону. Риган је 1913. године рекласификовао гупику као Lebistes reticulatus. Затим су 1963. године Розен и Бејли вратили првобитно име, Poecilia reticulata. Иако се таксономија врсте често мењала и резултирала је многим синонимима, „гупи” остаје народно име, мада се научно име Girardinus guppii у данашње време сматра млађим синонимом за Poecilia reticulata.

## Распрострањеност и станиште
Гупији су пореклом из Антигве и Барбуде, Барбадоса, Суринама, Гвајане, Тринидада и Тобага и Венецуеле. Међутим, гупији су уведени у много различитих земаља на свим континентима осим Антарктика. Понекад се то догодило случајно, али најчешће као средство за контролу комараца. Очекивало се да ће гупији јести ларве комараца и помоћи у успоравању ширења маларије, али у многим случајевима, ови гупији су имали негативан утицај на домаће рибље популације. Истраживања на терену откривају да су гупији колонизовали скоро свако слатководно тело које им је доступно у њиховим природним областима, посебно у потоцима који се налазе у близини обалских рубова копна Јужне Америке. Иако се тамо обично не налазе, гупији такође имају толеранцију на бочасту воду и колонизовали су нека боћата окружења. Постоји тенденција да их има више у мањим потоцима и базенима него у великим, дубоким или брзим рекама. Такође су способни да се привикну на потпуно слану воду, као и да се користе у окружењима сланих акваријума попут њихових рођака молија.

## Изглед и особине
Полни диморфизам је врло изражен. Као и код већине живоротки, женке су веће од мужјака. Одрасла женка дуга је око 7 cm (2,8 in), а одрасли мужјак око 4 cm (1,6 in). Дивљи мужјаци имају кратко, али живописно обојено репно пераје, док су женке обично сиве и неугледне. Укрштањима су добијени мужјаци с дугачким перајима, па чак и женке шареног репа.
Домовина гупија су Јамајка, Америчка Девичанска Острва, Антигва и Барбуда, Барбадос, Холандски Антили, Тринидад и Тобаго, Венецуела, Гвајана и Бразил. Међутим увезене су и опстале на свим континентима осим Антарктика. Иако су намерно раширене да би контролисале популацију комараца и ширење маларије, гупији су се убрзо размножили, те сада представљају опасност првобитним становницима вода које су населили.

## У акваријуму
Гупи се у европским акваријумима гаји још од 1905. године, када је увезен из Бразила и Венецуеле. Нису захтевне по питању састава и температуре воде, па се брзо и лако прилагођавају разним акваријумским условима. Оптимална температуре креће се од 22 до 25 °C, али може поднети температуру и до 15 °C. Гупи може поднети и велики салинитет воде.
Мирољубива је према другим врстама и стога подесна за друштвене акваријуме. Не треба је држати с већим рибама којима би могла постати плен, нити са рибама које воле грицкати дуга пераја, као што су барбуси тетразоне (Puntius tetrazona). Мужјаци могу бити агресивни једни према другима, а могу бити и напорни женкама, којима се стално удварају. Из тог разлога препоручено је држати једног мужјака на четири женке.

## Размножавање
Гупи је ововивипарна врста (живоротка), што значи да женке носе икру у трбуху све до излегања. Мужјаци се удварају женкама треперењем и ширењем пераја, а само парење је брзо и кратко. Женке оплођену икру носе у себи месец дана, а носећа женка може се препознати по тамном и широком трбуху. Млађ гупија рађа се у облику сићушне лоптице, која пада на дно и ту се расклупча, а затим брзо јури према површини како би свој рибљи мехур напунила ваздухом. Пластичне мрестилице које се продају често нису делотворне, а због недостатка простора женка често претрпи шок и угине. Одрасла женка у једном порођају може дати од 20 до 60 младих. Једном оплођена женка сачуваће мужјакову млеч у свом телу и касније је искористити за будућу оплодњу.
Гупији су веома плодни живоноси. Период гестације гупија значајно варира, у распону од 20 до 60 дана на 25 до 27 °C и зависи од неколико фактора околине. Репродукција се обично наставља током године, а женка постаје поново спремна за зачеће брзо након порођаја. Мужјаци гупија, као и других чланова породице Poeciliidae, поседују модификовану цевасту аналну перају звану гоноподијум, која се налази директно иза трбушне пераје. Гоноподијум има структуру налик на канал кроз коју се снопови сперматозоида, названи сперматозеугмати, преносе на женке. У парењу са удварањем, где женка показује пријемчиво понашање након мужјаковог удварања, мужјак накратко умеће гоноподијум у гениталне поре женке ради унутрашњег оплодње. Међутим, у случају прикривеног парења где је копулација присиљена, мужјак прилази женки и гура гоноподијум у урогениталне поре женке.
Једном осемењене, женке гупија могу да чувају сперму у својим јајницима и гонодуктима, који могу да наставе да оплоде јајне ћелије до осам месеци. Због механизма складиштења сперме, мужјаци су способни за постхумну репродукцију, што значи да женка може да роди мушко потомство дуго након смрти мужјака, што значајно доприноси репродуктивној динамици популације дивљих гупија.